# Bonrepòs i Mirambell
Bonrepòs i Mirambell è un comune spagnolo di 3 358 abitanti situato nella comunità autonoma Valenciana.

## Amministrazione

### Gemellaggi
- Roccastrada, dal 2006